# Vitbandad dvärgtyrann
Vitbandad dvärgtyrann (Mecocerculus stictopterus) är en fågel i familjen tyranner inom ordningen tättingar.

## Utseende och läte
Vitbandad dvärgtyrann är en liten och ljus dvärgtyrann utan några bjärta färger. Noterbart är ett mycket brett vitt ögonbrynsstreck, gnistrande vita vingband, mellangrå hjässa och brun rygg. Den liknar vitstjärtad dvärgtyrann, men denna är mindre, med smalare ögonbrynsstreck, mer smutsvita vingband och mer färglös fjäderdräkt. Lätena beskrivs som gnissliga och stigande.

## Utbredning och systematik
Vitbandad dvärgtyrann förekommer i Anderna från Colombia till Bolivia. Den delas in i tre underarter med följande utbredning:
- Mecocerculus stictopterus stictopterus – Colombia, Ecuador och norra Peru
- Mecocerculus stictopterus albocaudatus –nordvästra Venezuela (Trujillo, Mérida och Táchira)
- Mecocerculus stictopterus taeniopterus – östra Peru till västra Bolivia (La Paz och Cochabamba)

## Levnadssätt
Vitbandad dvärgtyrann hittas i subtropiska och tempererade skogar och skogsbryn i Anderna, från 2300 till 3300 meters höjd. Den är en aktiv fågel som vanligen ses i trädkronorna, ofta som en del av kringvandrande artblandade flockar. Fågeln sitter vågrätt, ofta med dess rätt långa stjärt rakt ut eller något höjd. 

## Status och hot
Arten har ett stort utbredningsområde, men tros minska i antal, dock inte tillräckligt kraftigt för att den ska betraktas som hotad. Internationella naturvårdsunionen IUCN listar arten som livskraftig (LC).

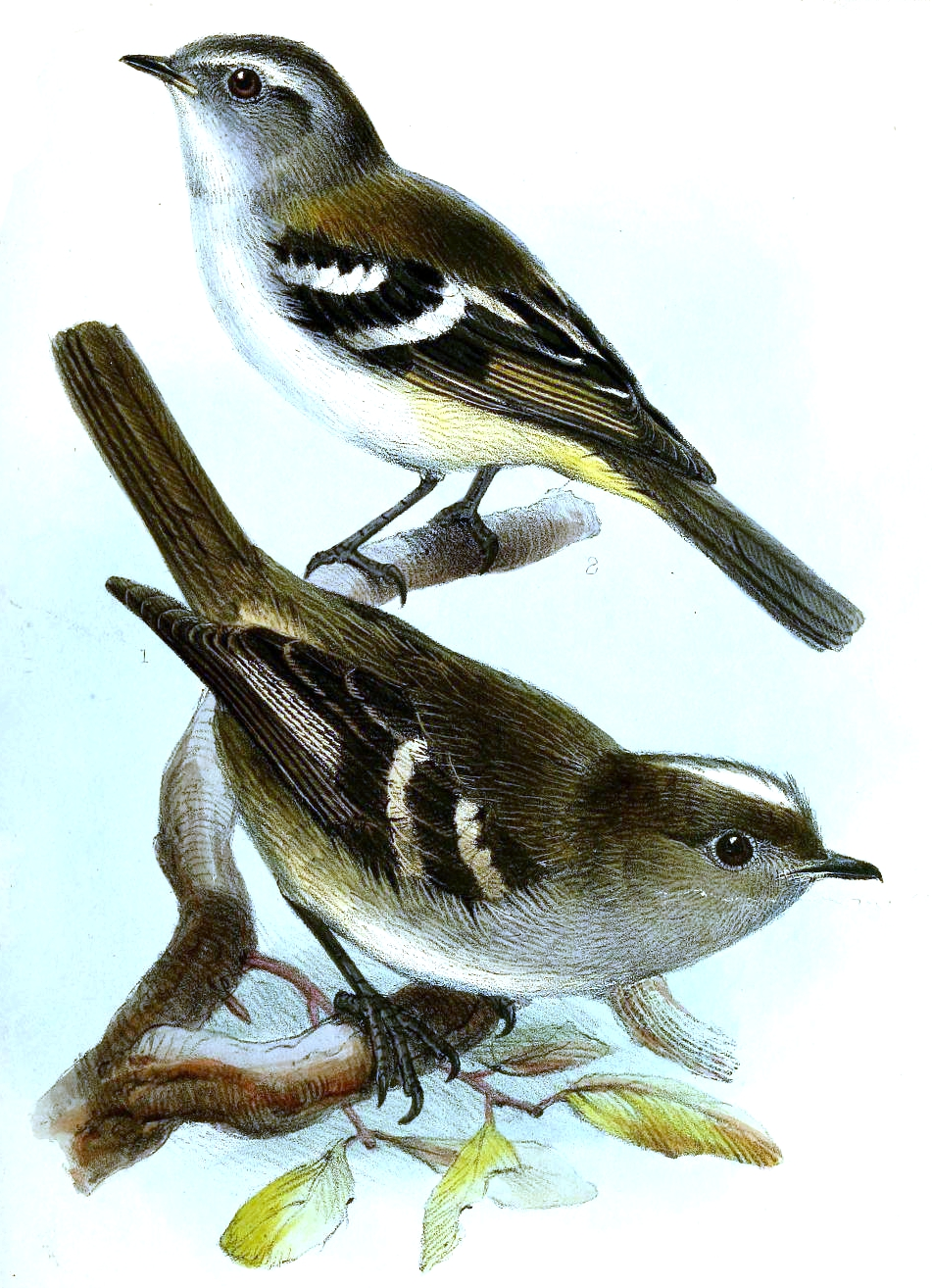